# Vige
Die Vige ist ein Fluss in Frankreich, der in der Region Limousin verläuft. Sie entspringt im Gemeindegebiet von Saint-Junien-la-Bregère, entwässert generell Richtung West bis Nordwest, wird in mehreren kleinen Seen aufgestaut und mündet nach rund 28 Kilometern im Gemeindegebiet von Saint-Martin-Sainte-Catherine als linker Nebenfluss in den Taurion. Auf ihrem Weg durchquert die Vige die Départements Creuse und Haute-Vienne.

## Orte am Fluss
(Reihenfolge in Fließrichtung)
- Saint-Junien-la-Bregère
- Vige, Gemeinde Saint-Junien-la-Bregère
- Saint-Priest-Palus
- Sauviat-sur-Vige (Dép. Haute-Vienne)
- Saint-Martin-Sainte-Catherine